# Walther Steinhäuser
Walther Steinhäuser (* 13. August 1908 in Gießen; † 23. März 1946) war ein deutscher Geologe und Höhlenforscher.
Steinhäuser studierte in seiner Heimatstadt und wurde 1936 auch an der Universität Gießen promoviert (Dissertation: Tertiärgeologische und vulkanologische Untersuchungen am südöstlichen Vogelsberg und am Hessischen Landrücken). Seit 1929 war er Mitglied der Gießener Burschenschaft Franconia (Studentenverbindung).
Er war 1937 als Geologe beim Rassen- und Siedlungshauptamt der SS in Berlin angestellt und anfangs der Leiter der 1938 gegründeten Abteilung Karst- und Höhlenkunde beim SS-Ahnenerbe, bis er 1939 vom Höhlenforscher, Bergbauingenieur und Lehrer Hans Brand abgelöst wurde (ein SS-Standartenführer, später in Italien auch bei der SS-Karstwehrtruppe). Zu den Aufgaben gehörte die Erkundung der Höhlen in Deutschland.
Brand war 1938 die treibende Kraft hinter dem Versuch des Ahnenerbes und der SS, die vom Fabrikanten und naturforschenden Sammler Julius Riemer (1880–1958) geleitete 1923 gegründete Gesellschaft für Höhlenforschung und Höhlenkunde der eigenen Organisation anzugliedern. Leiter sollte Steinhäuser werden, aber Riemer leistete Widerstand, vor allem um Benno Wolf (1871–1943 im KZ Theresienstadt) zu schützen, der jüdische Vorfahren hatte und deshalb als Richter in Berlin 1933 entlassen worden war, aber ein sehr bekannter Höhlenforscher war. Die Angliederung gelang schließlich 1941 bei Gründung des Reichsbund für Karst- und Höhlenforschung. Die Höhlenforschung war im Zweiten Weltkrieg kriegswichtig (Verlagerung der Industrie unter Tage, Partisanenbekämpfung im Balkan).
1940 war Steinhäuser Kriegsverwaltungsrat und Referent im Oberkommando der Wehrmacht in Berlin. Er starb 1946 an Diphtherie.